# 風乾豬面頰肉

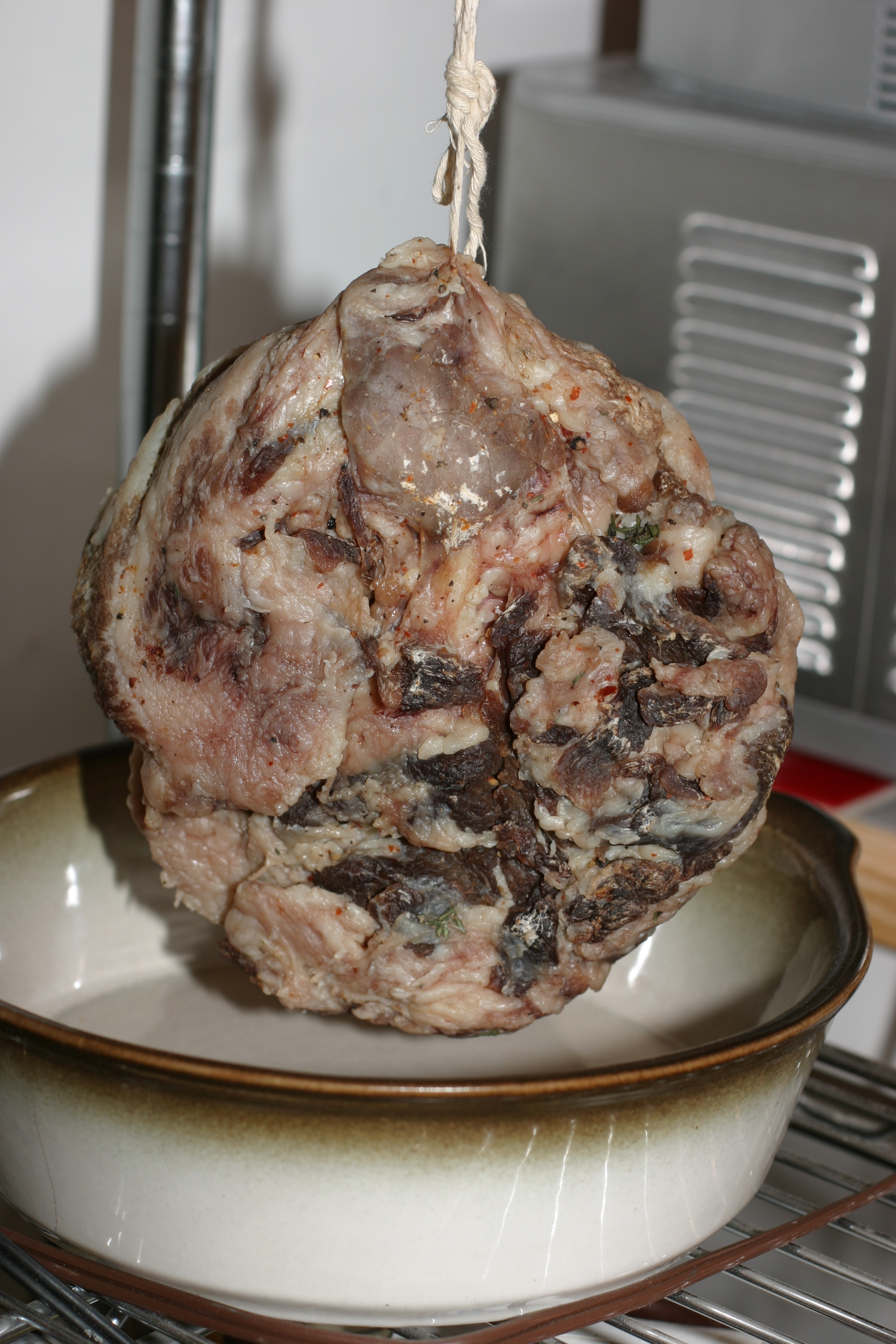
風乾豬面頰肉

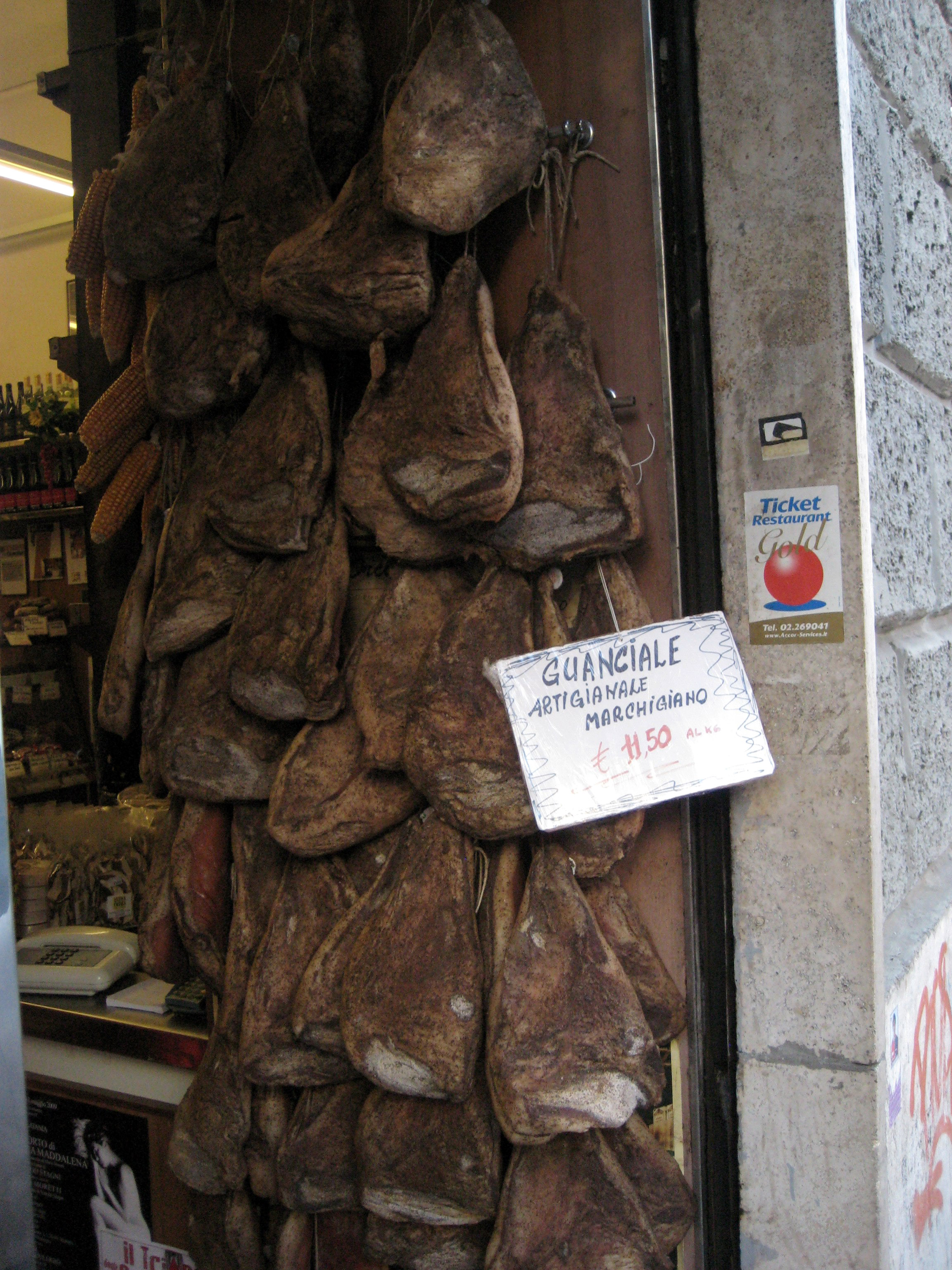
風乾豬面頰肉

風乾豬面頰肉（義大利語：Guanciale）是意大利式烟肉，用猪的面颊腌制而成。Guanciale一词来自意大利语的guancia，是面颊的意思。風乾豬面頰肉和美国的面頰臘肉很相似。

## 制作
先将猪面颊用盐，糖和香料（通常有黑胡椒或红辣椒、百里香或茴香，有时也包含大蒜）擦拭，再放置三个星期。它的味道比其他猪肉制品（如意大利烟肉）更强，质地也更加细腻。

## 食材使用
風乾豬面頰肉有时候会切成块直接食用，但是更常见的用途是作为意大利面的配料。 传统上，常在酸辣番茄烟肉面和培根蛋麵出现，是意大利中部的特产，尤以翁布里亚和拉齐奥出产的为佳。意大利烟肉，一种几乎没被烟熏过的培根，有时作为風乾豬面頰肉的替代品出现。